# Space Cowboy
«Space Cowboy» es un sencillo del segundo álbum de Jamiroquai, The Return of the Space Cowboy.

## Información
La canción fue muy polémica[cita requerida] debido a que se la señala como una apología del cannabis y esto puede comprobarse tanto en la caja del sencillo (en la portada aparece el Buffalo Man icónico de Jamiroquai, hecho de papel, doblado y con cannabis esparcido en su interior, y la contraportada muestra un rollo con la droga); el video (en el que en la parte posterior a los coros, parpadean luces azules adornadas con lo que podrían ser hojas  de la planta); y la letra (que habla implícitamente del tema), la cual expone un viaje cósmico, que todo está bien (everything is good), y en ella se encuentran frases como  interplanetary good vibe zone y I can see clearly so high in the sky. 
La polémica letra de la canción obligó a un político británico[cita requerida] a censurarla durante un tiempo; esto es notorio en la versión estadounidense del videoclip, en que se omiten las hojas de cannabis antes mencionadas, y la versión radiofónica, en la que se excluye la palabra cheeba de la letra: This is the return of the space cowboy- Interplanetary good vibe zone- At the speed of cheeba- you and I go deeper.... aparece como This is the return of the space cowboy- Interplanetary good vibe zone- At the speed of - you and I go deeper....
La canción aparte de ser polémica se ha convertido en una melodía clásica de Jamiroquai y de la música del estilo acid jazz.
- Datos: Q1448352